# Toy Story Racer
Toy Story Racer er et kart racing videospil, der ligner Nintendo's Mario Kart -serien, men baseret på Toy Story-francisen. Spillet blev udgivet i 2001 til PlayStation og Game Boy Color-systemerne.
I Toy Story Racer, kan spillerne satse på løb i forskellige steder, alle set i filmen Toy Story. Spillet er baseret på den første film, så figurer og scener fra Toy Story 2 er ikke til stede.
Toy Story Racer har 12 spilbare karakterer:
- Woody
- Buzz Lightyear
- Basse
- Mr. Potato Head
- Rex
- Slinky Dog
- Bodil
- Lenny the binoculars
- RC
- Rocky
- Squeeze Toy Alien/Little Green Man
- Babyface